# 公益法人制度改革
公益法人制度改革（こうえきほうじんせいどかいかく）とは、2000年から2008年にかけて日本で行われた公益法人制度に関する制度改革である。

## 概説
制度改革の目的は、民間非営利部門をして日本の社会経済システムの中でその活動の健全な発展を促進させるために、行政委託型公益法人を含めて1896年（明治29年）の民法で定められていた公益法人制度を抜本的に見直すことにある。すなわち、寄附金税制の抜本的改革を含めて、「民間が担う公共」を支えるための税制の構築を目指すことにある。その前提として法人税制の改革が進められている。
この公益法人制度を抜本的に改革するため、2006年3月に「公益法人制度改革関連3法案」が閣議決定され、同年5月に第164回通常国会において法案が成立した。2008年12月から施行され、新制度に移行している。その柱は、法人格取得と公益認定の切り離し、準則主義による非営利法人の登記での設立、主務官庁制廃止と民間有識者からなる合議制機関による公益認定、公益認定要件の実定化、中間法人の統合、既存の公益法人の移行・解散などである。

## これまでの経緯
- 1896年（明治29年） - 民法制定[1][2]
日本における公益法人制度のはじまり

- 2000年12月 -「行政改革大綱」閣議決定
公益法人に対する行政の関与の在り方について策定

- 2001年1月 - 橋本龍太郎行革担当大臣から各府省に国所管の公益法人の総点検要請
- 2001年4月 -「行政委託型公益法人等改革の視点と課題」公表
- 2001年7月 -「公益法人制度についての問題意識－抜本的改革に向けて－」公表
公益法人の基本制度及び関連制度の全般について抜本的な見直しを行い、公益法人制度改革の大綱を策定

- 2002年3月 -「公益法人制度の抜本的改革に向けた取組みについて」閣議決定[1][3]
- 2002年4月 -「公益法人制度の抜本的改革の視点と課題」公表
- 2002年8月 -「公益法人制度の抜本的改革に向けて（論点整理）」公表
公益法人制度の抜本的改革に関する懇談会を設置

- 2003年6月 -「公益法人制度の抜本的改革に関する基本方針」閣議決定[1]
公益法人制度改革に関する有識者会議を設置

- 2004年11月 -「公益法人制度改革に関する有識者会議報告書」を公表
- 2004年12月 -「今後の行政改革の方針」閣議決定
今後の行政改革の方針の中で、公益法人制度改革の基本的枠組みを具体化

- 2006年3月 -「公益法人制度改革関連3法案」閣議決定、第164回通常国会に法律案提出
- 2006年4月 - 衆議院本会議で可決
- 2006年5月26日 - 参議院本会議で可決、法律が成立。7項目からなる附帯決議を採択。
- 2007年2月20日 - 衆議院本会議で公益認定等委員会委員の同意議案可決される。
- 同 21日 - 参議院本会議で同議案可決される。

## 公益法人制度改革関連3法
公益法人制度改革関連3法とは、以下の三つの法律から構成される。
- 「一般社団法人及び一般財団法人に関する法律」（平成18年法律第48号。一般社団・財団法人法）
- 「公益社団法人及び公益財団法人の認定等に関する法律」（平成18年法律第49号。公益法人認定法）
- 「一般社団法人及び一般財団法人に関する法律及び公益社団法人及び公益財団法人の認定等に関する法律の施行に伴う関係法律の整備等に関する法律」（平成18年法律第50号。関係法律整備法）

## 制度改革のポイント

### 一般社団法人・一般財団法人
- 一般社団法人は、社員2名以上で設立可能で、設立時の財産保有規制は設けない。
- 一般財団法人は、純資産300万円以上で設立可能。
- 一般財団法人は、遺言でも設立可能。
- 準則主義（登記）によって法人格を取得（許可制は廃止）。
- 公益認定をうけても、法人格は一般社団法人・一般財団法人である（例えば「一般財団法人のみ許可する」という法があった場合、それは公益認定された財団法人にも及ぶ）。
- 主務官庁制は廃止となる（公益社団法人、公益財団法人も含めて）。
- 理事の任期は最大2年、監事の任期は最大4年と定められた。そのため株式会社と同様に休眠法人のみなし解散制度が設けられた。

### 公益社団法人・公益財団法人
- 公益社団法人・公益財団法人の認定は、内閣総理大臣および都道府県知事が行う。
- 有識者からなる合議制の委員会が上記行政庁から諮問を受け、公益認定、移行認定、移行認可について答申し、公益法人及び公益目的支出計画を実施中の一般社団法人・一般財団法人の実質的な監督権限を有する。
- 公益認定の要件（公益法人認定法第5条）は、公益目的事業支出が全支出の50%以上であることなど17項目。ほかに同法6条に欠格事由あり。「公益目的事業」の定義は、同法別表の23事業に該当し、なおかつ、不特定かつ多数の者の利益の増進に寄与するもの（同法2条）。
- 不特定かつ多数の者の利益の増進に寄与するものとして認定するための目安として、「公益目的事業のチェックポイントについて」が参照される。
- 「公益目的事業のチェックポイントについて」を含む「公益認定等に関する運用について（公益認定等ガイドライン）」が行政手続法第5条で義務づけられた審査基準として、内閣府及びすべての都道府県で公示されている。
- 特例民法法人の移行審査に際しての審査基準としては、公益認定等ガイドラインの他に、「移行認定又は移行認可の申請に当たって定款の変更の案を作成するに際し特に留意すべき事項について」がある（一般社団法人・一般財団法人を新設する際には、定款の審査は公証人と登記所が行う）。
- 公益目的事業については、公益法人認定法第5条第6号及び第14条の定め（公益目的事業の収入）から、「赤字事業でなければ認定されない」という誤解があるが、必ず（経常収益）－（経常費用）がマイナスでなければならないということはなく、赤字事業でなければ認定されないという認識は誤りである[4]。

### 新制度への移行
- 1896年（明治29年）以来、2008年11月30日までの公益法人は特例民法法人とし、2008年12月1日の法律完全施行日から5年以内に新制度に移行。
- 新制度上の公益法人への移行認定を申請し、認定を受けた場合は、公益認定を受けた一般社団・財団法人へ移行（ただし、移行のための登記が必要）となり、「公益社団法人」・「公益財団法人」の名称を用いなければならない。
- 通常の一般社団法人・一般財団法人（公益認定を受けない一般社団法人・一般財団法人）への移行認可を申請し、認可を受けた場合は、一般社団法人・一般財団法人へ移行（ただし、移行のための登記が必要）となり、「一般社団法人」・「一般財団法人」の名称を使わなければならない。
- 株式会社に移行することも可能。
- 5年以内に何もしなかった場合及び認定申請・認可申請が不許可となり、認定も認可も受けなかった場合は、移行期間の終了日をもって自動的に解散となる。
- 公益認定を受けない一般社団・財団法人へ移行する法人は、移行認可申請の際に合議制機関に既存の財産、及び、公益事業に付随する収入を当該事業で使い切るための「公益目的支出計画」を提出し、移行後はこれについて監督を受ける。

### 税の優遇措置
- 公益社団法人及び公益財団法人に対する法人税の優遇措置。収益事業には課税され、公益目的事業は非課税となるが、「収益事業等」（公益目的事業でない事業）の利益の100%まで公益目的事業へのみなし寄附処理が可能。
- 所得税および住民税に関わる控除措置（個人）
- 法人税の寄附金損金算入（法人）
- 一般社団法人及び一般財団法人は税法上、非営利型法人・普通法人の2つに分かれる。
- 非営利型法人に対する法人税は収益事業課税（非営利型法人となる要件は法人税法施行令第3条。「非営利性が徹底された法人」と「共益的活動を目的とする法人」の2類型）。
- 普通法人である一般社団法人・一般財団法人に対する法人税は全所得課税。

### 中間法人とNPO法人
- 中間法人法に基づく中間法人は、中間法人法を廃止して一般社団法人へ移行。
- 特定非営利活動促進法に基づく特定非営利活動法人（NPO法人）は、現行通り存続。特定非営利活動法人は、社会福祉法人、学校法人、医療法人、宗教法人と同じく、主務官庁の許可制のもとにある特別法公益法人である。

## 公益目的23事業
公益法人認定法別表の23の事業とは、以下の通りである。
- 一 学術及び科学技術の振興を目的とする事業
- 二 文化及び芸術の振興を目的とする事業
- 三 障害者若しくは生活困窮者又は事故、災害若しくは犯罪による被害者の支援を目的とする事業
- 四 高齢者の福祉の増進を目的とする事業
- 五 勤労意欲のある者に対する就労の支援を目的とする事業
- 六 公衆衛生の向上を目的とする事業
- 七 児童又は青少年の健全な育成を目的とする事業
- 八 勤労者の福祉の向上を目的とする事業
- 九 教育、スポーツ等を通じて国民の心身の健全な発達に寄与し、又は豊かな人間性を涵養することを目的とする事業
- 十 犯罪の防止又は治安の維持を目的とする事業
- 十一 事故又は災害の防止を目的とする事業
- 十二 人種、性別その他の事由による不当な差別又は偏見の防止及び根絶を目的とする事業
- 十三 思想及び良心の自由、信教の自由又は表現の自由の尊重又は擁護を目的とする事業
- 十四 男女共同参画社会の形成その他のより良い社会の形成の推進を目的とする事業
- 十五 国際相互理解の促進及び開発途上にある海外の地域に対する経済協力を目的とする事業
- 十六 地球環境の保全又は自然環境の保護及び整備を目的とする事業
- 十七 国土の利用、整備又は保全を目的とする事業
- 十八 国政の健全な運営の確保に資することを目的とする事業
- 十九 地域社会の健全な発展を目的とする事業
- 二十 公正かつ自由な経済活動の機会の確保及び促進並びにその活性化による国民生活の安定向上を目的とする事業
- 二十一 国民生活に不可欠な物資、エネルギー等の安定供給の確保を目的とする事業
- 二十二 一般消費者の利益の擁護又は増進を目的とする事業
- 二十三 前各号に掲げるもののほか、公益に関する事業として政令で定めるもの

## 行政委託型公益法人
以下の行政委託型の公益法人については、廃止・縮小の措置を講ずる。
- 第三者分配型公益法人（丸投げ法人）
- 補助金依存型公益法人（丸抱え法人）
- 役員報酬助成型公益法人（天下り法人）

## 税制改正案の骨子
2008年1月23日に国会に提出された税制改正案（所得税法等の一部を改正する法律案）においては、新公益法人については以下のような骨子となっている。
- 非本来事業（「収益事業等」）の（法人税法上の）収益事業について課税。本来事業（「公益目的事業」）については、収益事業34業種にあたっても、非課税。
- 税率は30%。ただし、所得額800万円までは22%。
- みなし寄付金の控除上限は、100%。
- 利子の源泉所得税は、非課税。
- 寄附者は所得控除を受けられる（特定公益増進法人、認定特定非営利活動法人と同様）。
- 相続財産を贈与した場合、非課税。
- 取得時から寄附時までのいわゆる含み益を含んだ資産を譲渡した場合、含み益分についての所得税が非課税。

なお、（公益認定を受けない）一般社団・財団法人については、(1)完全非営利、(2)共益型は収益事業課税、それ以外は全所得課税（「普通法人」）とされている。
新公益法人については、本来事業がすべて非課税となるので、従来の特定公益増進法人、認定特定非営利活動法人（認定NPO法人）よりさらに有利な扱いであり、一般社団制度には出資金にあたる基金制度が創設されたこととあわせて、いわゆる社会的企業（ソーシャル・エンタープライズ。「エンタープライズ」は営利企業に限られないため「社会的事業体」と訳されることもある。）の受け皿として最有力になるとする見方が提出されている。また、非本来事業（「収益事業等」）の利益の100%まで非課税の公益目的事業へのみなし寄附が可能となったので、本来事業の赤字を非本来事業の収益事業の黒字で穴埋めするタイプの事業モデルの法人にとっても有利と指摘されている。

## 問題点
次のような問題点が指摘されている。
- 2013年での旧公益法人解散で約3600団体が解散したが、実体のない旧公益法人が336あり、約100億円の資産や責任の所在が不明。
- 一般社団法人は、旧公益法人からの移行、ボランティア団体からの移行、民間が新規設立したものがあるが、すべて同じ「一般社団法人」を名乗っている。設立も株式会社より安価・簡単で、市場や株主総会でのチェック機能もない。行政の補助金や委託事業で税金が投入されているのにもかかわらず、規制緩和のために、旧公益法人時代よりも情報公開が後退している。
- 民間が新規設立した一般社団法人の中には、相続税対策として個人が設立して子孫の節税に使われているものもある。
- 旧公益法人から一般社団法人に移行したものの信用を利用し、民間の新規設立の一般社団法人の中には行政機関の委託事業をしているように振る舞い投資勧誘詐欺行為をしているものもあるが、名ばかりの理事など実態のない法人格のために、民事でも刑事でも責任追及しにくいので被害者の救済を難しくしている。
- 制度改革前の主務官庁がいまでも所管しているかのように不当表示して、信用の醸成を図っている法人が存在する。

こうした実態を踏まえ、旧公益法人時代のように情報公開を行政が制度化すれば悪質な一般社団法人が淘汰されるが、2014年現在の一般社団法人は玉石混淆の状態である。
また、2015年7月22日の読売新聞の報道によると、制度における移行期限までに456のみなし公益法人が手続を実施せず解散扱いとなったが、そのうちの9割近くに当たる396の法人が、余った財産などの清算をしていないことが判明しており、財産が行方不明となって闇に消えた可能性が指摘されている。